# (256813) Marburg
(256813) Marburg – planetoida pasa głównego. Została odkryta 11 lutego 2008 przez Erwina Schwaba oraz Rainera Klinga. (256813) Marburg okrąża Słońce w ciągu 4,48 roku w średniej odległości 2,71 j.a.
Planetoidzie tej nadano nazwę pochodzącą od niemieckiego miasta Marburg.
Obiekt ten nosił wcześniej tymczasowe oznaczenie 2008 CW116.